# Casal Novo (Lousã)
A aldeia do Casal Novo, integrante da rede das Aldeias do Xisto é a mais pequena aldeia de entre as sete da Serra da Lousã. Integra a União de freguesias de Lousã e Vilarinho.
Esta aldeia está incluída no Sítio de Importância Comunitária Serra da Lousã – Rede Natura 2000. Encontra-se alinhada em pequenos socalcos da serra.

## Património
- Fonte e tanque;
- Miradouro da Eira.